# Lenard Sutton
Lenard „Len“ Sutton(* 9. August 1925 in Aims, Oregon; † 4. Dezember 2006 in Portland, Oregon) war ein US-amerikanischer Automobilrennfahrer.

## Karriere
Sutton startete zwischen 1955 und 1965 75 mal in der AAA- bzw. USAC-Serie. Unter anderem auch von 1958 bis 1962, 1964 und 1965 beim Indianapolis-500-Rennen. Die drei Indy-500-Rennen 1958, 1959 und 1960 zählte man, um dem Status als Weltmeisterschaft gerecht zu werden, zur Formel 1. Somit taucht der Name Lenard Sutton in diesen Jahren auch in den Formel-1-Statistiken auf, obgleich er bei jedem dieser Rennen vorzeitig ausschied. Er beendete in seiner Karriere 43 Rennen unter den ersten Zehn, dreimal siegte er. Seinen größten Erfolg feierte er, als er 1962 in Indianapolis Rang zwei  belegte, hinter Rodger Ward.
Am 4. Dezember 2006 starb Lenard Sutton 81-jährig in Portland (Oregon) nach langem Krebsleiden.

## Statistik

### Einzelergebnisse in der Sportwagen-Weltmeisterschaft
| Saison | Team            | Rennwagen     | 1   | 2   | 3   | 4   | 5   | 6   |
| ------ | --------------- | ------------- | --- | --- | --- | --- | --- | --- |
| 1954   | Ronald Ferguson | Lincoln Capri | BUA | SEB | MIM | LEM | RTT | CAP |
| 1954   | Ronald Ferguson | Lincoln Capri |     |     | DNF |     |     |     |